# Eupyrrhoglossum
Eupyrrhoglossum este un gen de molii din familia Sphingidae. 

## Specii
- Eupyrrhoglossum corvus (Boisduval, 1870)
- Eupyrrhoglossum sagra (Poey, 1832)
- Eupyrrhoglossum venustum Rothschild & Jordan, 1910

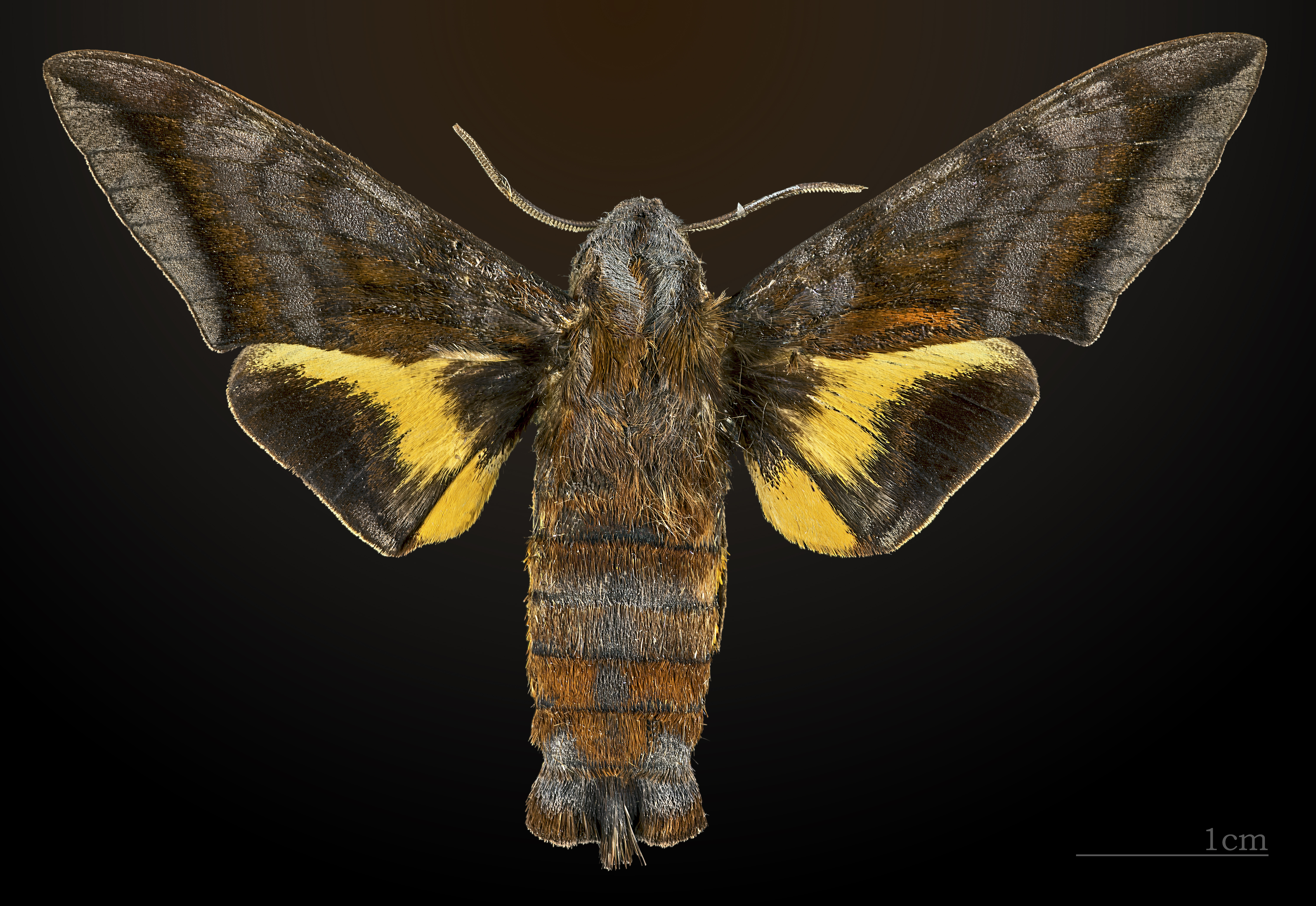
Eupyrrhoglossum corvus
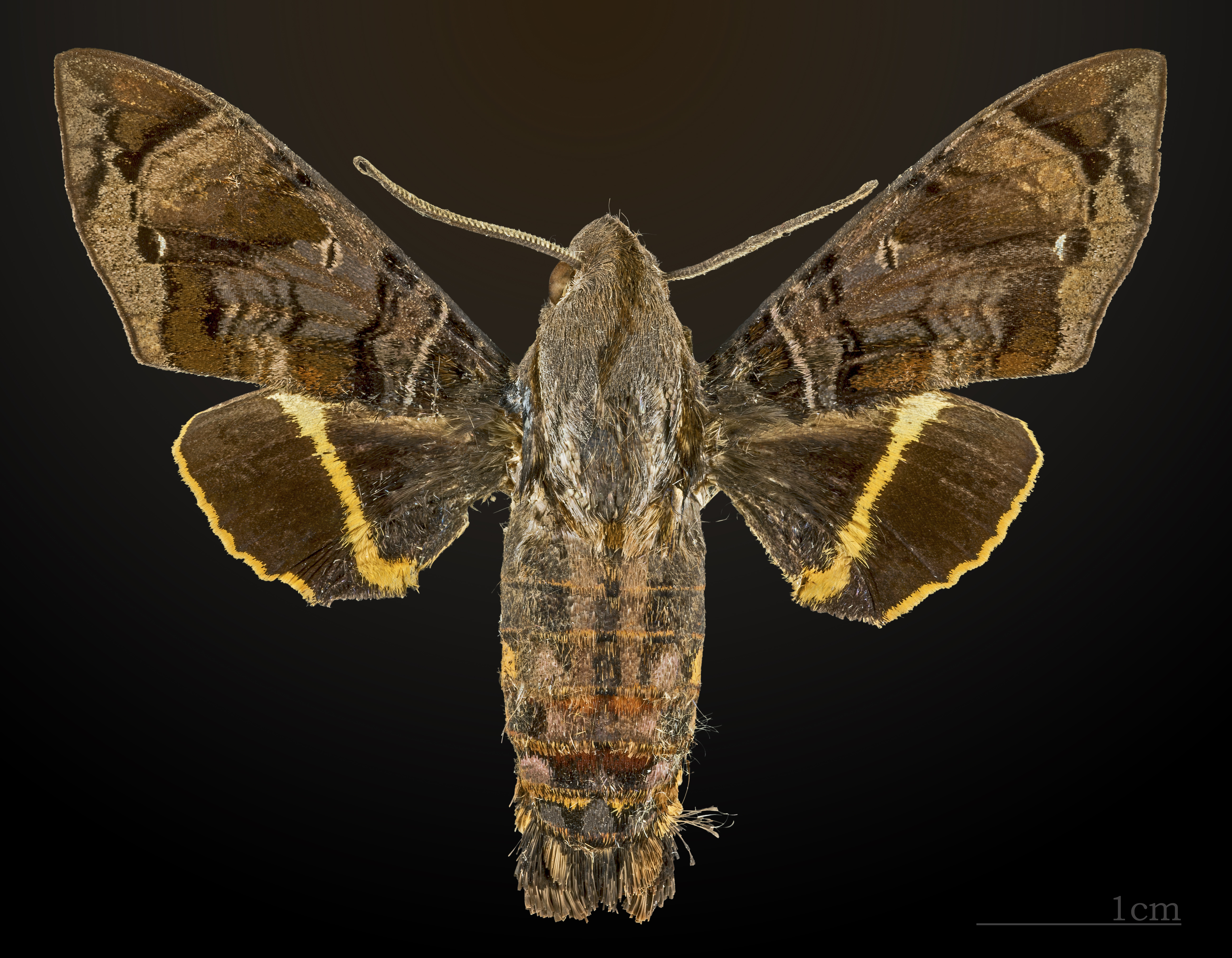
Eupyrrhoglossum sagra
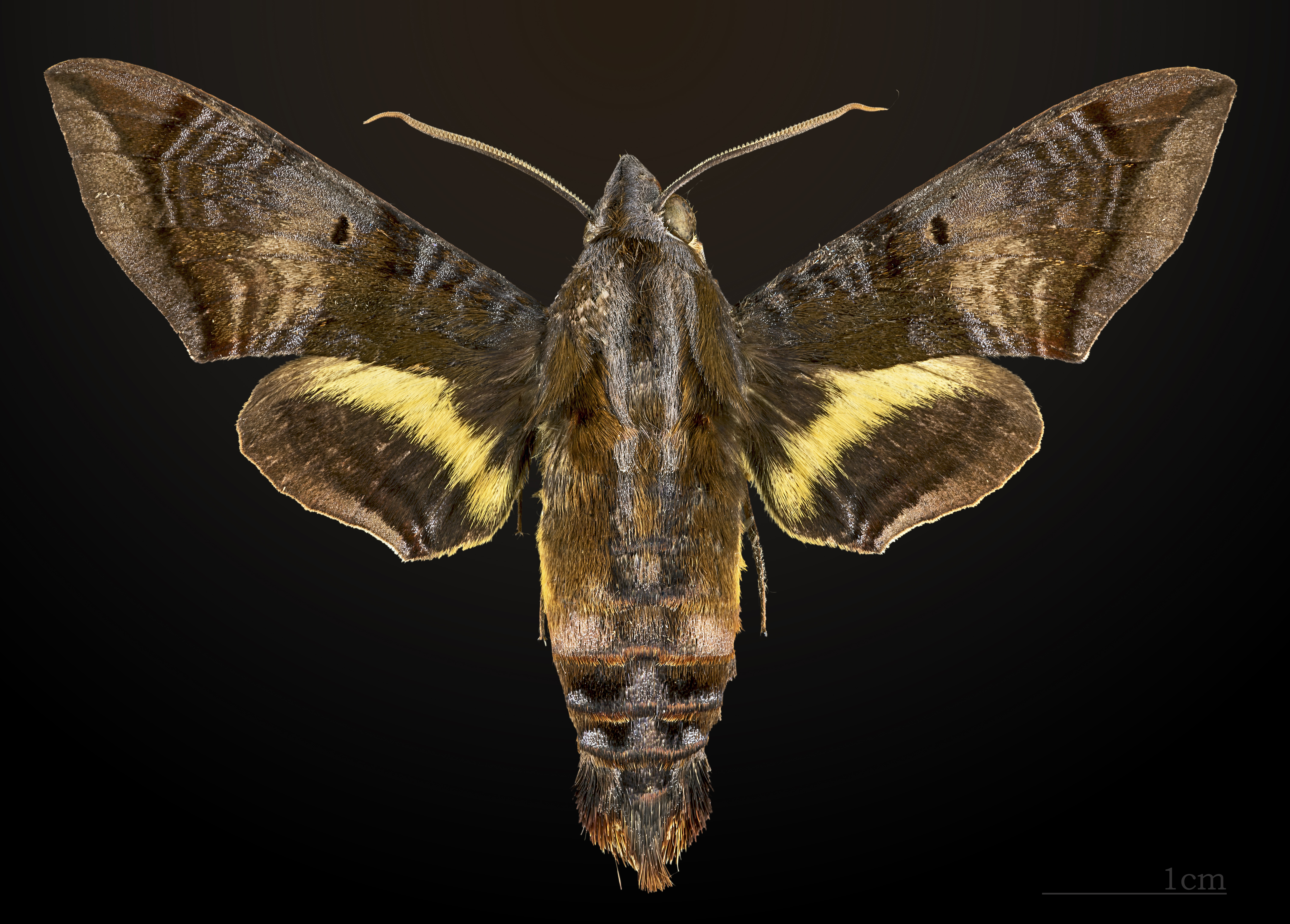
Eupyrrhoglossum venustum